# Stigmina dura
Stigmina dura är en svampart som först beskrevs av Pier Andrea Saccardo, och fick sitt nu gällande namn av S. Hughes 1958. Stigmina dura ingår i släktet Stigmina och familjen Mycosphaerellaceae.   Inga underarter finns listade i Catalogue of Life.